# 蒙德环形山
蒙德环形山（Maunder）是位于月球背面东方海北部的一座大撞击坑，约形成于32－11亿年前的爱拉托逊纪，
其名称取自英国天文学家夫妇爱德华·沃尔特·蒙德（1851年－1928年）和安妮·斯科特·迪蒂·蒙德（1868年－1947年），1970年被国际天文学联合会正式接受。

## 描述

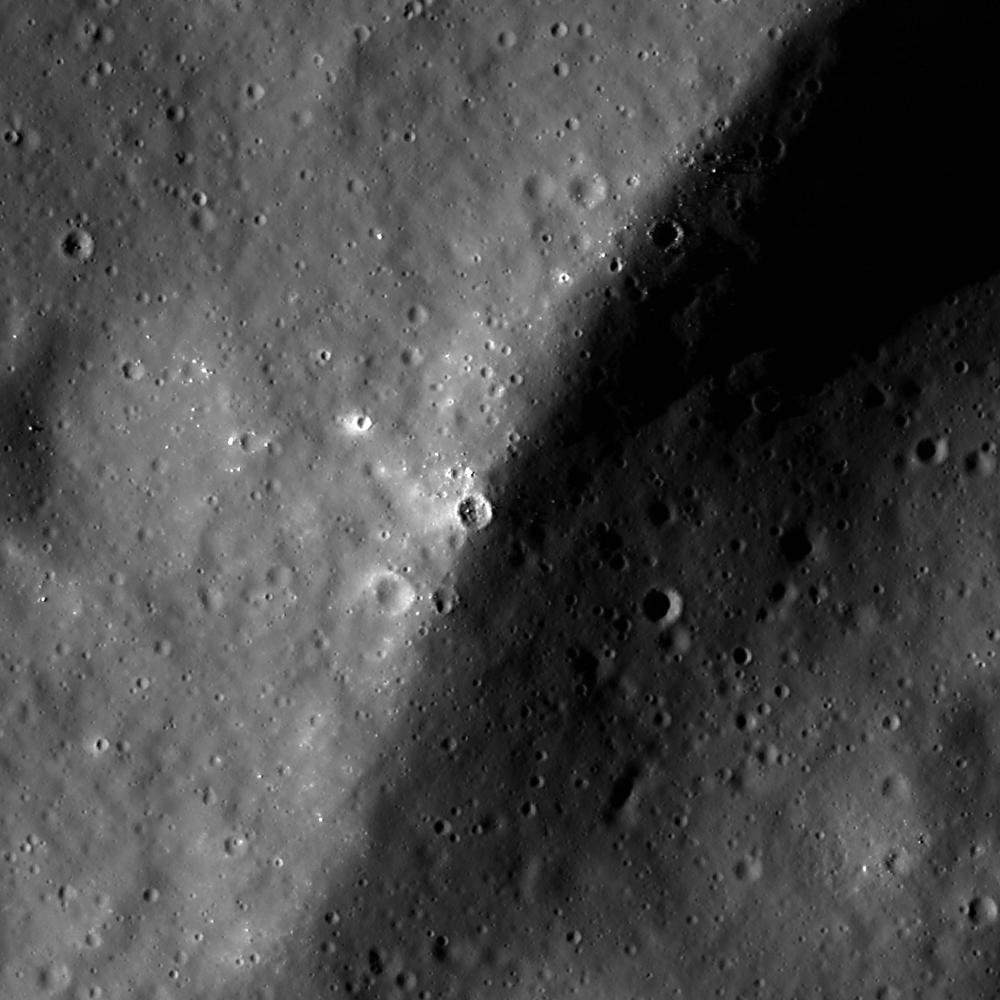
蒙德环形山东南内壁上的阶坡片段，月球勘测轨道飞行器拍摄，图像宽度800米。

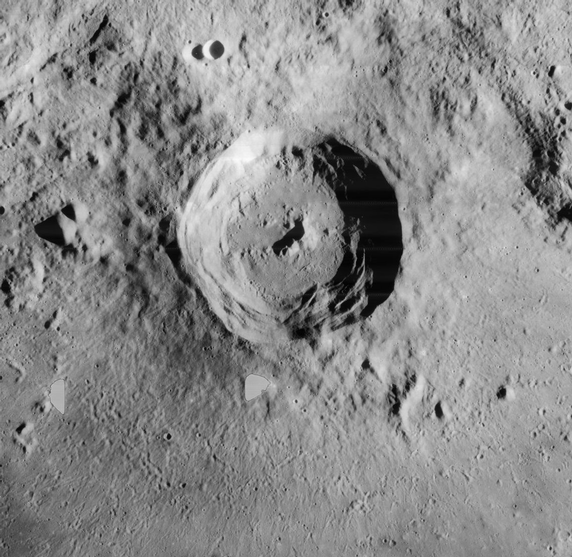
月球轨道器4号拍摄的图像

该陨坑坐落在环形的鲁克山脉内侧，西侧和北面分别毗邻罗威尔环形山和库代陨石坑，它的东北、东面和东南分别分布有施吕特环形山、拉勒曼德陨石坑和科普夫陨石坑，而南面和西南则靠近较小的霍曼陨石坑及伊林陨石坑。该陨坑中心月面坐标为14°31′S 93°53′W / 14.52°S 93.88°W，直径53.80公里，深约2.4公里。
蒙德环形山外观轮廓大体圆状，几乎没有受到明显的侵蚀磨损，坑壁边沿清晰完整，其西侧外坡向外延伸达3公里，沿内侧壁分布有突出的阶坡状结构。它的坑壁最大高出周边地形1160米，内部容积约有2369.65公里3。坑内地表粗糙但大致平坦，夹杂分布着一些小山丘，靠近坑底中心坐落着一座由含85-90%斜长石的辉长-苏长-橄长斜长岩(GNTA1)和含80-85%斜长石的辉长-苏长-橄长斜长岩(GNTA2)，以及斜长辉长岩构成的大双峰丘，其中东北峰较西南峰更大。该环形山的北半侧外坡与坑外崎岖的高地连成一体，而南侧坑外地表上可看到一些散布的次生坑。
尽管该陨坑位于月球背面，但有时通过月球摄动，从地球上可观察到它，但其显示角度极低，且外观有所变形。

## 卫星陨石坑
按照惯例，最靠近蒙德环形山的卫星坑在月图上以字母标注在该坑中心点的旁边。
| 蒙德 | 纬度    | 经度     | 直径     |
| ---- | ------- | -------- | -------- |
| A    | 3.28° S | 90.62° W | 15.5公里 |
| B    | 9.03° S | 90.46° W | 15.9公里 |

- 卫星坑「蒙德 Z」于1985年被国际天文学联合会更名为库代陨石坑。

## 另请参阅
- Andersson, L. E.; Whitaker, E. A. . NASA RP-1097. 1982.
- Blue, Jennifer. . USGS. July 25, 2007  [2007-08-05]. （原始内容存档于2015-05-26）.
- Bussey, B.; Spudis, P. . New York: Cambridge University Press. 2004. ISBN 978-0-521-81528-4.
- Cocks, Elijah E.; Cocks, Josiah C. . Tudor Publishers. 1995. ISBN 978-0-936389-27-1.
- McDowell, Jonathan. . Jonathan's Space Report. July 15, 2007  [2007-10-24]. （原始内容存档于2015-01-12）.
- Menzel, D. H.; Minnaert, M.; Levin, B.; Dollfus, A.; Bell, B. . Space Science Reviews. 1971, 12 (2): 136–186. Bibcode:1971SSRv...12..136M. doi:10.1007/BF00171763.
- Moore, Patrick. . Sterling Publishing Co. 2001. ISBN 978-0-304-35469-6.
- Price, Fred W. . Cambridge University Press. 1988. ISBN 978-0-521-33500-3.
- Rükl, Antonín. . Kalmbach Books. 1990. ISBN 978-0-913135-17-4.
- Webb, Rev. T. W.  6th revised. Dover. 1962. ISBN 978-0-486-20917-3.
- Whitaker, Ewen A. . Cambridge University Press. 1999. ISBN 978-0-521-62248-6.
- Wlasuk, Peter T. . Springer. 2000. ISBN 978-1-85233-193-1.